# Véménd
Véménd es un pueblo ubicado en el distrito de Mohács, en el condado de Baranya, Hungría.

## Superficie
Posee una superficie de 31,81 kilómetros cuadrados.

## Demografía
Hasta 2019 la población era de 1315 habitantes, con una densidad de población de 41,34 habitantes por kilómetro cuadrado.